# Burg Aufkirchen
Die Burg Aufkirchen ist eine abgegangene hoch- oder spätmittelalterliche Niederungsburg 470 Meter südsüdwestlich der Pfarrkirche St. Georg von Aufkirchen, einem Ortsteil der Gemeinde Egenhofen im Landkreis Fürstenfeldbruck in Bayern. Die Anlage wird als Bodendenkmal unter der Aktennummer D-1-7733-0011 im Bayernatlas als „verebneter Niederungsburgstall des hohen oder späten Mittelalters“ geführt. 
Von der Burganlage ist nichts erhalten, die Burgstelle ist heute verebnet und liegt auf einem Feld. Unmittelbar südlich liegt eine „verebnete Viereckschanze der späten Latènezeit“, die unter der Aktennummer  D-1-7733-0009 im Bayernatlas verzeichnet ist; 500 m westlich befindet sich ein „verebnetes Grabenwerk vor- und frühgeschichtlicher Zeitstellung“, das unter der Aktennummer  D-1-7733-0002 im Bayernatlas verzeichnet ist.